# Tunagravfältet i Badelunda

Tuna i Badelundas gravfält ligger vid Tuna i Badelunda socken i Västerås kommun, cirka sju kilometer öster om Västerås och två kilometer öster om Anundshög. Gravfältet grävdes ut 1952-53 av Erik Nylén och Bengt Schönbäck. Det är framför allt känt för sina båtgravar med kvinnor i, och för en exceptionellt rikt utrustad kammargrav från 200-talet e.Kr. Av 69 utgrävda gravar var annars de flesta brandgravar. Alla de åtta båtgravarna är från vikingatiden utom en från slutet av vendeltiden. Under de 700 år gravfältet var i bruk plundrades det flera gånger. 

## Samisk båttyp
En av gravarna är obränd. Den tros ha tillhört en völva som begravdes på 800-talet i en båt av samisk konstruktion, enligt marinarkeolog Gunilla Larsson. Den saknar de järnspikar som annars var vanliga i den tidens båtar, utan är en sydd lätt stockbåt. Sömen är en löpande söm av samisk typ. Båten är av en äldre konstruktion som liknar samiska båtar som observerats senare.

## Kvinnogravar
Alla båtgravarna hade anlagts för kvinnor. De hade fått med sig utrustning som smycken, husgeråd etc. Den romartida kammargraven är Sveriges största fynd av forntida guldföremål i en kvinnograv.

## Kammargravar
Fem av gravarna var kammargravar. Fyra var kvinnogravar och en var en mansgrav. Fyra var från vikingatiden. Under en stor stensättning mitt på gravfältet fanns den största och rikaste romartida kammargraven, som skadades svårt av ett husbygge innan arkeologerna började sitt arbete. Kvinnan hade halsring, två armringar samt en fingerring av guld, romerska silverskedar samt dryckeskärl av brons och glas, allt från den yngre romerska järnåldern, 200-talet e.Kr. Flera föremål härstammar från Själland.

## Fotogalleri

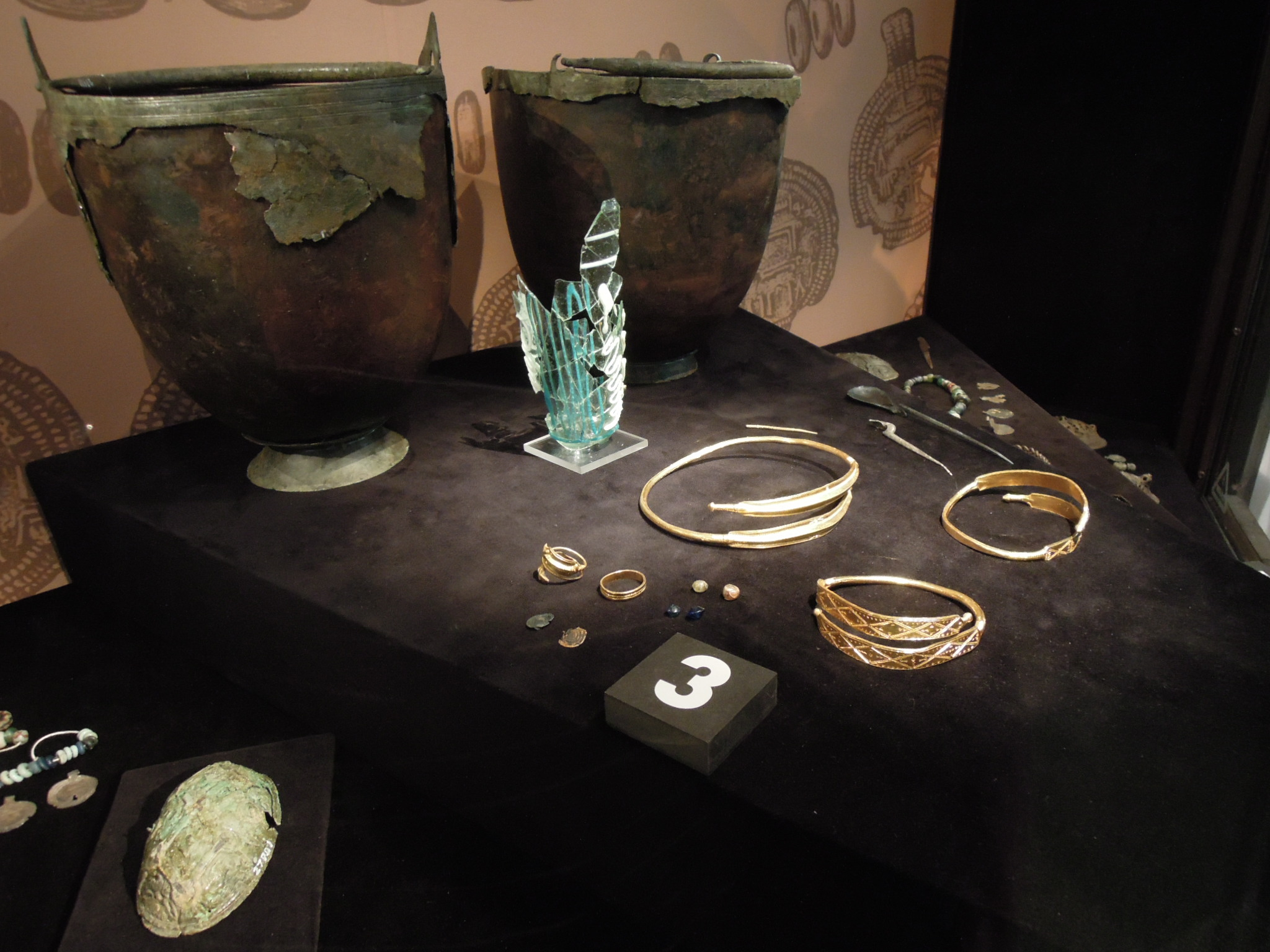
Fynden från Tuna. Västmanlands läns museum 2014
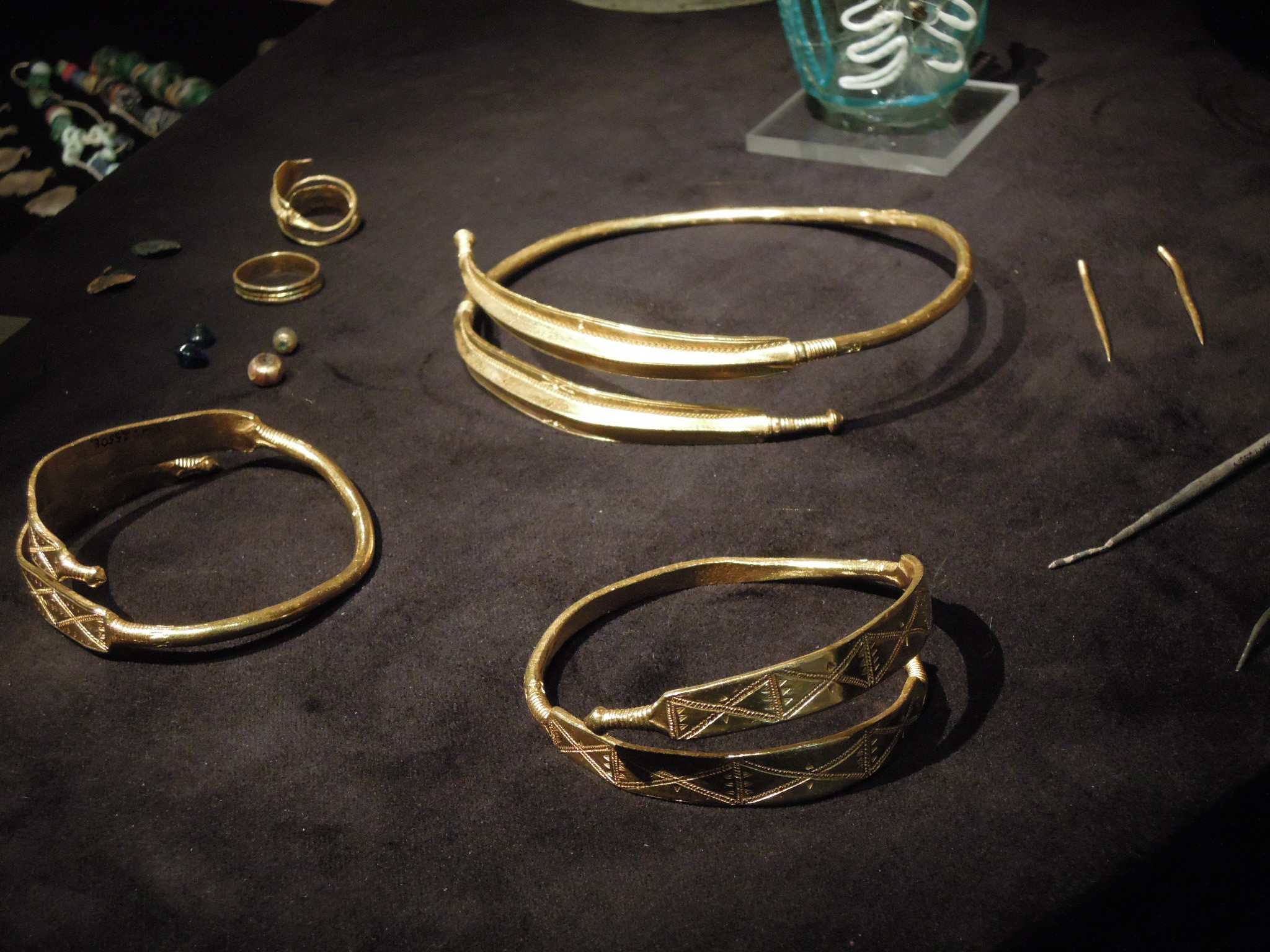
Guldfynd från Tuna. Västmanlands läns museum 2014
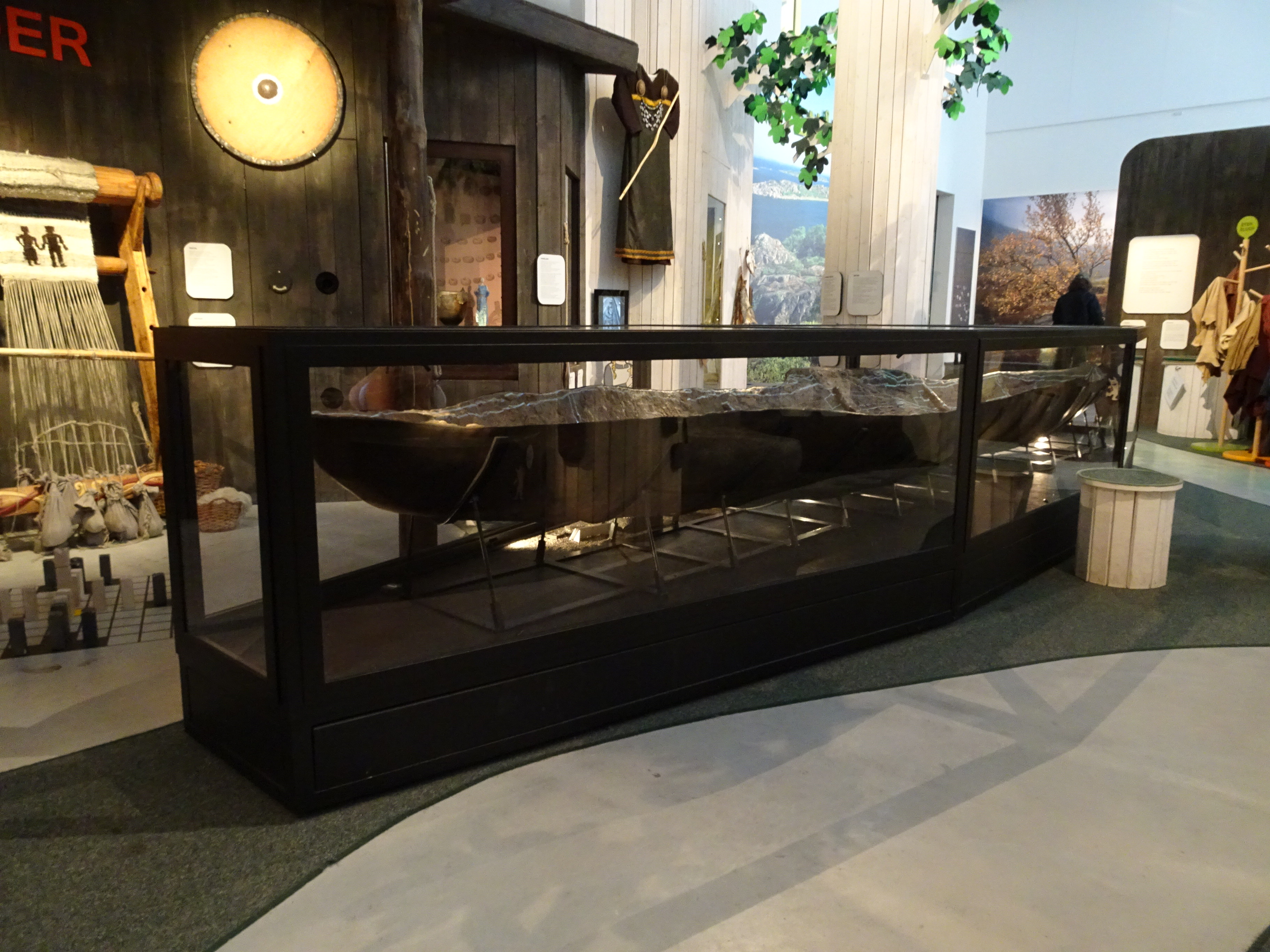
Den konserverade Tunabåten i Västmanlands läns museum 2018
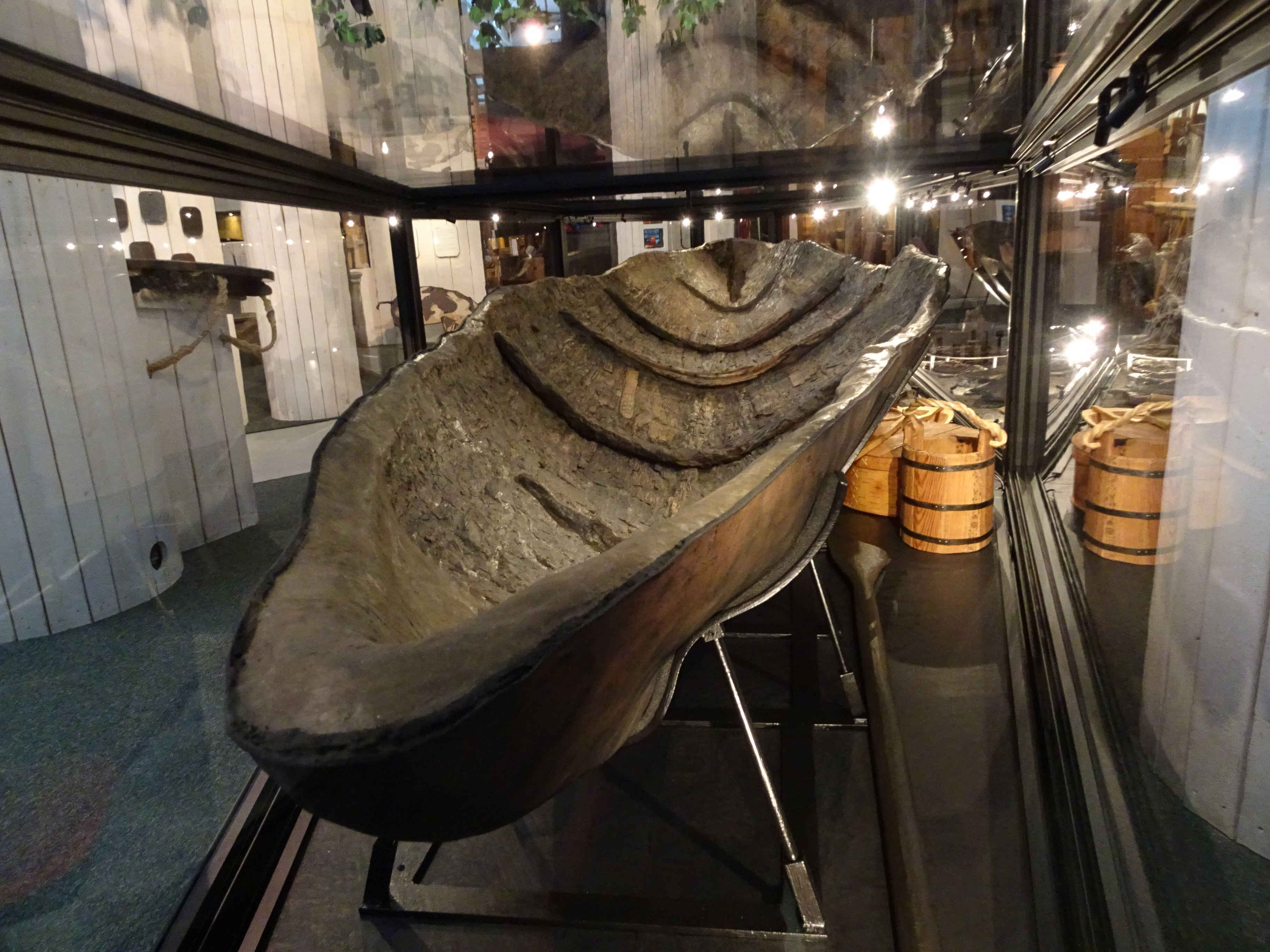
Närbild av Tunabåten.